# Acacia varia
Acacia varia é uma espécie de leguminosa do gênero Acacia, pertencente à família Fabaceae.